# Dendrophthora solomonis
Dendrophthora solomonis är en sandelträdsväxtart som beskrevs av J. Kuijt. Dendrophthora solomonis ingår i släktet Dendrophthora och familjen sandelträdsväxter. Inga underarter finns listade i Catalogue of Life.